# 哈維·羅培茲
哈維爾·「哈維」·羅培茲·托雷斯（英語：Javier "Javy" López Torres，1970年11月5日—），為前美國職棒大聯盟的捕手，他生涯曾效力於勇士、金鶯與紅襪等隊。

## 職業生涯

### 亞特蘭大勇士
羅培茲在1987年簽約，1992年登上大聯盟。當時他是排在Charlie O'Brien和Eddie Pérez之後的替補捕手，直到1996年才正式成為先發捕手。同年，他在國聯冠軍賽繳出5成42的打擊率，並敲出2轟與6分打點，成功獲選為系列賽MVP。2003年，他繳出3成28的打擊率，不僅拿下銀棒獎，還獲得東山再起獎。這年他還敲出43轟與109分打點，他打破了Todd Hundley的捕手單季最多轟紀錄，還入選了明星賽。
1994年4月8日，他接捕了Kent Mercker的無安打比賽。此外，只要葛瑞格·麥達克斯上場投球，羅培茲就不會蹲捕。

### 巴爾的摩金鶯
2004年，羅培茲與金鶯簽約。該年他繳出3成16的打擊率，並敲出23轟與86分打點。不過他後來被球打中手，導致他2005年只有2成78的打擊率，並敲出15轟與49分打點。

### 波士頓紅襪
2006年球季中，金鶯將羅培茲交易到紅襪，換來Adam Stern和現金。9月8日，因為傑森·瓦瑞泰克從傷兵名單回歸，因此紅襪將羅培茲釋出。

## 個人生活
羅培茲目前已婚，並育有兩子。他在2004年再婚，並與第二任妻子再生2個小孩。

## 生涯打擊成績
| 出賽次數 | 打席 | 打數 | 得分 | 安打 | 二安 | 三安 | 全壘打 | 打點 | 盜壘 | 保送 | 三振 | 打擊率 | 上壘率 | 長打率 | OPS  |
| -------- | ---- | ---- | ---- | ---- | ---- | ---- | ------ | ---- | ---- | ---- | ---- | ------ | ------ | ------ | ---- |
| 1503     | 5793 | 5319 | 674  | 1527 | 267  | 19   | 260    | 864  | 8    | 357  | 969  | .287   | .337   | .491   | .828 |

## 外部連結
- 球員資訊和成績在MLB ，ESPN ，Retrosheet ，Baseball Reference ，Baseball Reference (Minors) ，Fangraphs （英文）
- 哈維·羅培茲在台灣棒球維基館上的頁面（繁體中文）